# Cyaniris montana
Cyaniris montana är en fjärilsart som beskrevs av Meyer-dür 1852. Cyaniris montana ingår i släktet Cyaniris och familjen juvelvingar. Inga underarter finns listade i Catalogue of Life.